# Список заслуженных мастеров спорта России по регби
Звание «заслуженный мастер спорта России» было введено в 1992 году. Первым заслуженным мастером спорта России по регби стала в 2017 году Надежда Кудинова — одна из лучших в мире игроков в регби-7 (в 2015 году входила в шорт-лист из 4 спортсменок на звание World Rugby «Лучший игрок года в регби-7 у женщин»), капитан сборной России и одна из первых в России трёхкратных чемпионов Европы по регби-7 (другие — Анна Минисламова и Байзар Хамидова у женщин, Александр Янюшкин у мужчин).

## Критерии присвоения
Положение о звании (и ныне действующее, и прежние) в олимпийских дисциплинах автоматически гарантирует присвоение звания за призовое место на Олимпийских играх или победу на чемпионате мира. В остальных случаях звание может быть присвоено по сумме достижений — необходимо:
1. стать призёром чемпионата мира (согласно положению, действовавшему по начало 2020 года — выиграть чемпионат мира или Европы);
2. набрать 150 баллов (в олимпийской или паралимпийской дисциплине победа на ЧМ автоматически означает выполнение обоих условий).

В неолимпийских дисциплинах за достижения на соревнованиях того же уровня даётся меньше очков, чем в олимпийских: так, за 1-е, 2-е или 3-е место на ЧЕ в олимпийской дисциплине даётся 75, 50 или 35 очков соответственно, в неолимпийской — 35, 25 или 20 очков соответственно.
Регби-7 на сессии МОК 9 октября 2009 года было включену в программу Олимпийских игр 2016 года; классическое регби-15, пляжное регби и другие разновидности по-прежнему остаются неолимпийскими.

## Список
В списке у каждого ЗМС указываются:

 год рождения (или годы жизни);

 место жительства (субъект федерации) на момент присвоения звания;

 основные достижения на международной арене на момент присвоения звания. 

### 2017
25 июля
- Кудинова, Надежда Владимировна (1991; ЦСП № 4, Краснодар) — чемпионка Европы 2013, 2014, 2016, серебряный призёр ЧЕ 2015 по регби-7, бронзовый призёр ЧЕ 2016 по регби-15; ФРР признана лучшей регбисткой России 2015[~ 2].

27 октября
- Бондарев, Станислав Юрьевич (1988; «Кубань», Краснодар) — чемпион Европы 2009, 2016, 2017 по регби-7.

21 декабря
- Гостюжев, Юрий Владимирович (1987; «Кубань», Краснодар) — чемпион Европы 2009, 2016, 2017 по регби-7.
- Лазаренко, Владислав Игоревич (1989; «Кубань», Краснодар) — чемпион Европы 2016, 2017 по регби-7.
- Остроушко, Владимир Сергеевич (1986; «Кубань», Краснодар) — чемпион Европы 2009, 2016, 2017 по регби-7.
- Рощин, Роман Михайлович (1993; «Кубань», Краснодар) — чемпион Европы 2016, 2017 по регби-7.
- Филатов, Эдуард Олегович (1990; «Кубань», Краснодар) — чемпион Европы 2016, 2017 по регби-7.
- Петрова, Марина Сергеевна (1989; «РГУТиС-Подмосковье», Московская обл.) — чемпионка Европы 2013, 2016, 2017, серебряный призёр ЧЕ 2015 по регби-7; ФРР признана лучшей регбисткой России 2012[~ 2].
- Середина, Кристина Сергеевна (1994; «РГУТиС-Подмосковье», Московская обл.) — чемпионка Европы 2014, 2016, серебряный призёр ЧЕ 2015 по регби-7, бронзовый призёр ЧЕ 2016 по регби-15.
- Скоромко, Екатерина Игоревна (1990; «Красный яр», Красноярск) — чемпионка Европы 2013, 2014, 2017, серебряный призёр ЧЕ 2015 по регби-7, бронзовый призёр ЧЕ 2016 по регби-15.

29 декабря
- Бабаев, Илья Юрьевич (1989; «ВВА-Подмосковье», Московская обл.) — чемпион Европы 2009, 2016, 2017 по регби-7.
- Давыдов, Герман Денисович (1994; «ВВА-Подмосковье», Московская обл.) — чемпион Европы 2016, 2017 по регби-7.
- Янюшкин, Александр Владимирович (1982; «ВВА-Подмосковье», Московская обл.) — чемпион Европы 2007, 2009, 2016, 2017 по регби-7.

### 2018
27 апреля
- Гайсин, Рамиль Рифатович (1991; «Енисей-СТМ», Красноярск) — чемпион Европы 2016, 2017 по регби-7.
- Галиновский, Игорь Вадимович (1985; «Красный яр», Красноярск) — чемпион Европы 2009, 2016, 2017 по регби-7.
- Здрокова, Елена Владимировна (1996; «Енисей-СТМ», Красноярск) — чемпионка Европы 2016, 2017 по регби-7; ФРР признана лучшей регбисткой России 2016[~ 2].
- Минисламова, Анна Васильевна (1987; «Енисей-СТМ», Красноярск) — чемпионка Европы 2013, 2014, 2016, 2017, серебряный призёр ЧЕ 2015 по регби-7, бронзовый призёр ЧЕ 2016 по регби-15.
- Михальцова, Алёна Димитриевна (1993; «Енисей-СТМ», Красноярск) — чемпионка Европы 2014, 2016, 2017, серебряный призёр ЧЕ 2015 по регби-7, бронзовый призёр ЧЕ 2016 по регби-15; ФРР признана лучшей регбисткой России 2017[~ 2].
- Перестяк, Мария Андреевна (1991; «Енисей-СТМ», Красноярск) — чемпионка Европы 2013, 2016, 2017, серебряный призёр ЧЕ 2015 по регби-7.
- Симпликевич, Денис Владимирович (1991; «Енисей-СТМ», Красноярск) — чемпион Европы 2016, 2017 по регби-7; ФРР признан лучшим регбистои России 2012, 2016[~ 2].